# 腹膜腔液灌洗

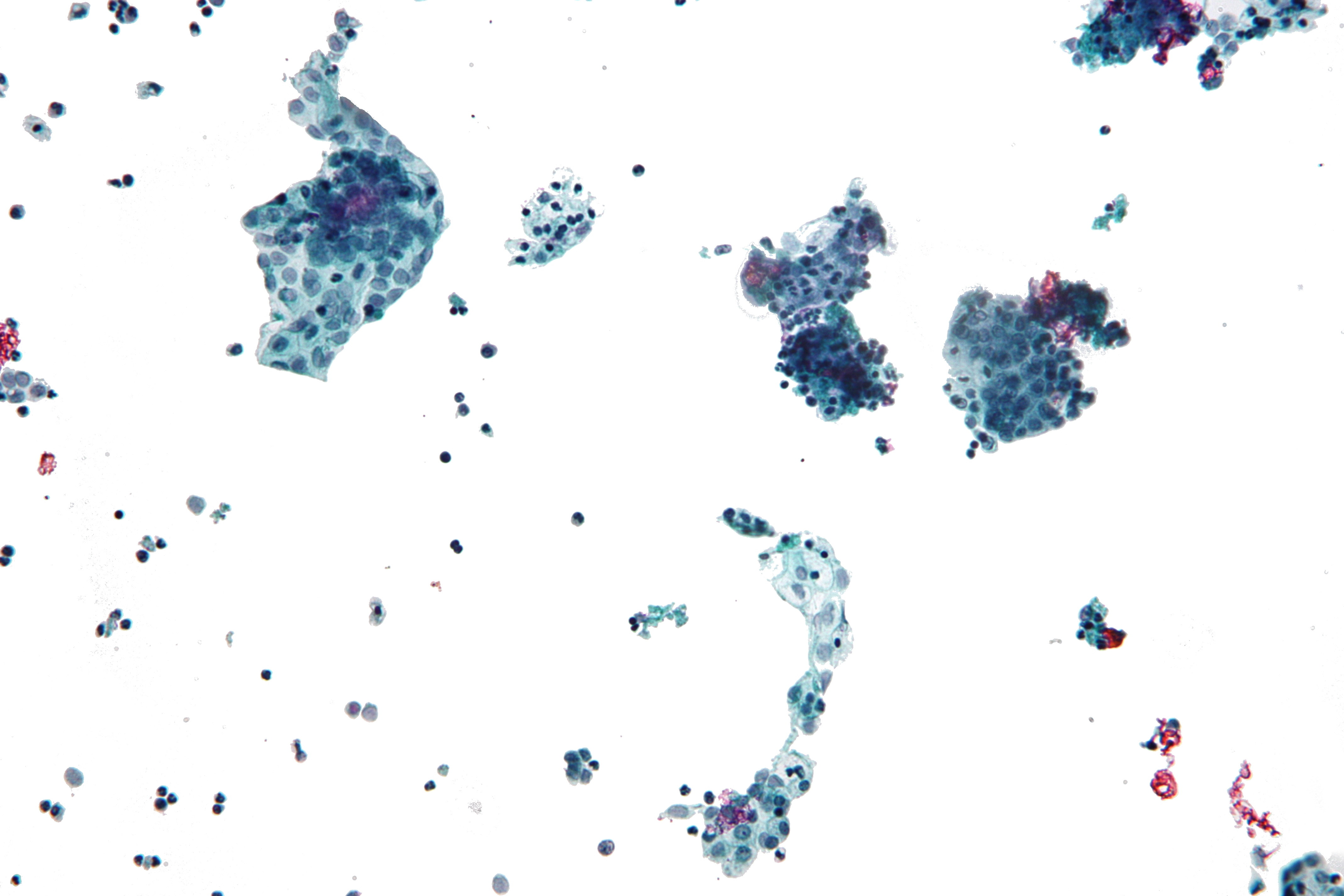
顯微鏡下的腹膜腔液灌洗（良性間皮細胞）。

腹膜腔液灌洗（Peritoneal washing）是一種檢驗程序，用於鏡檢惡性腫瘤細胞。
腹膜腔液灌洗通常是用於操作位於腹腔及骨盆腔的腫瘤，如卵巢癌。

## 其他圖像

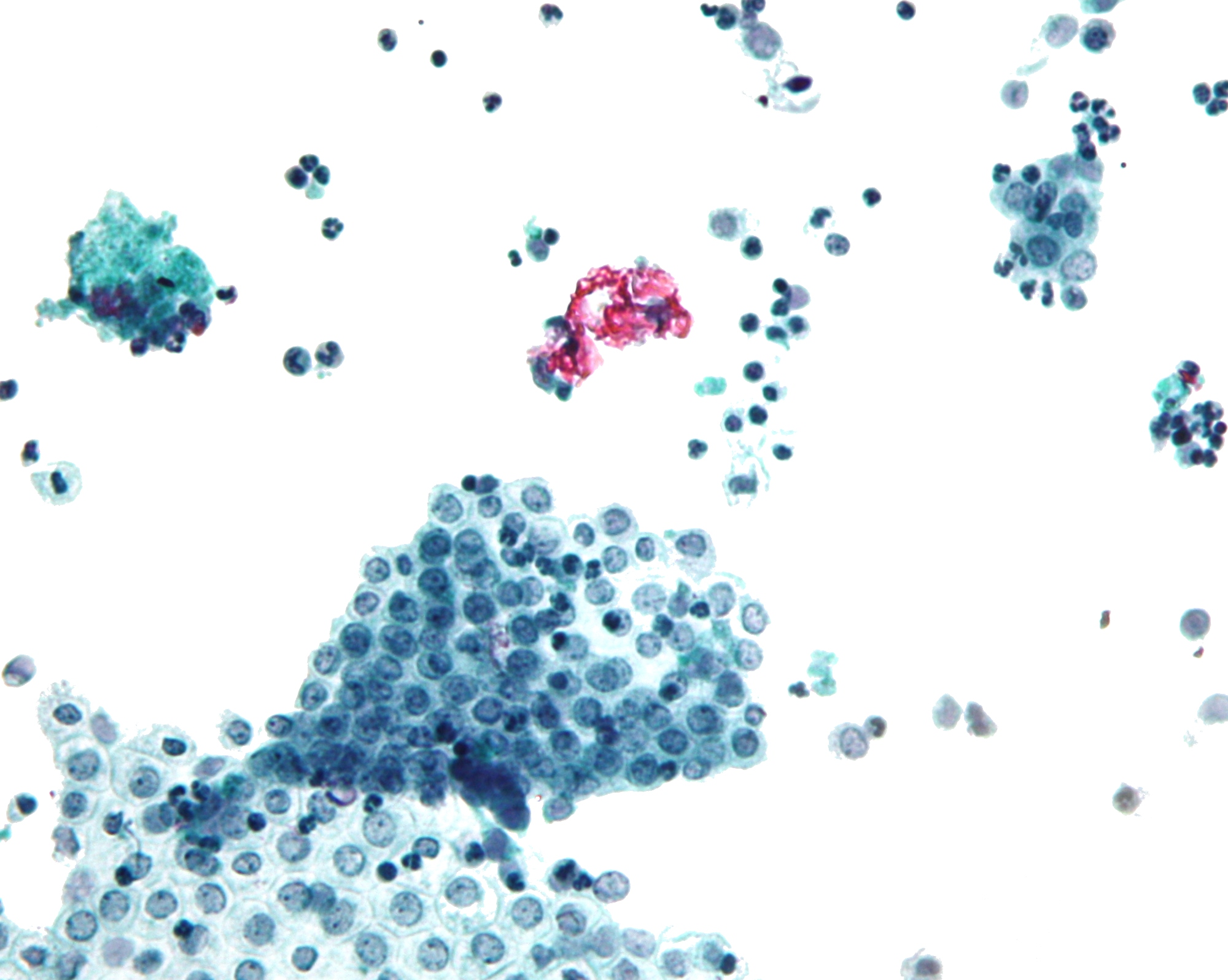
良性間皮細胞
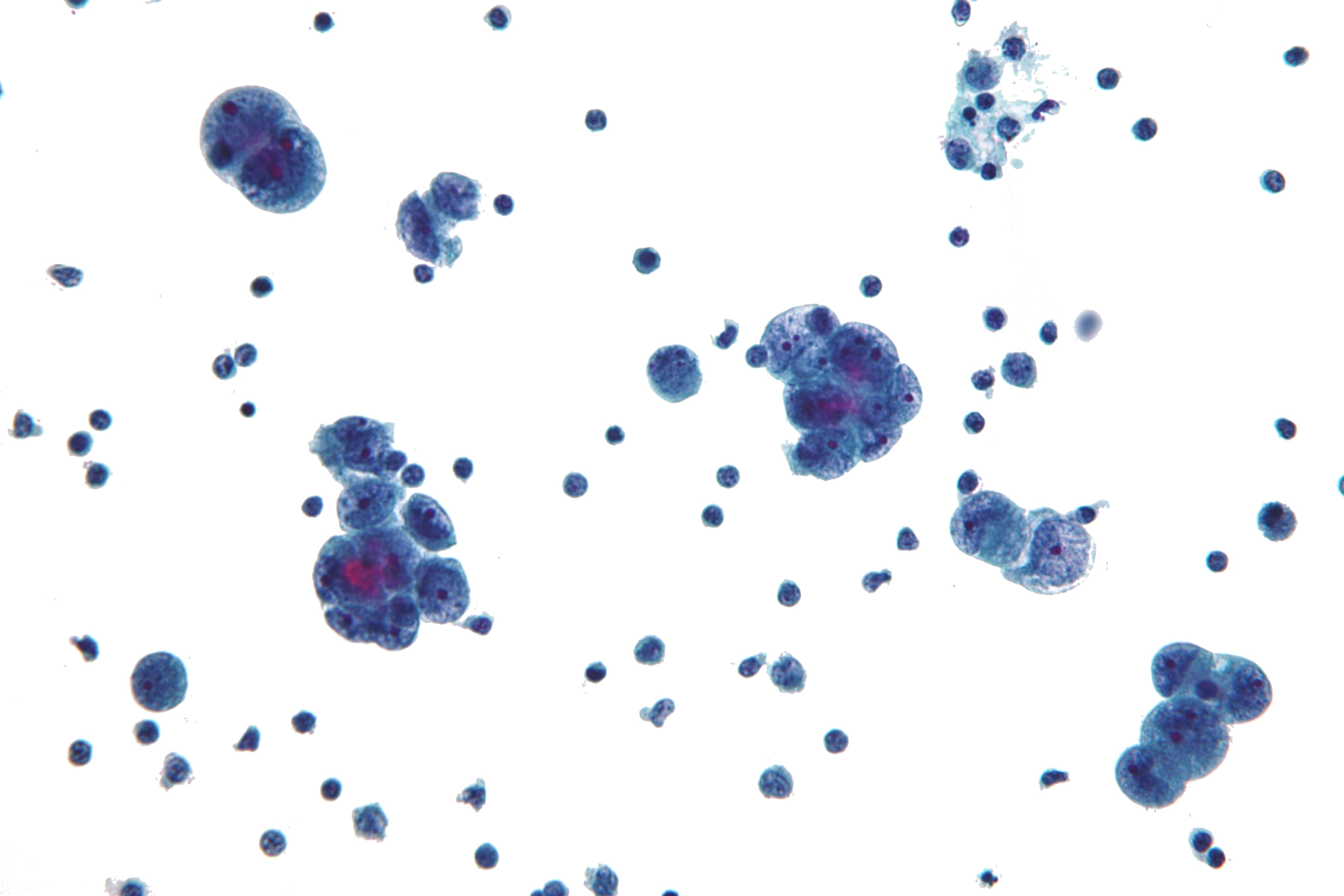
黏液細胞癌（英语：Serous carcinoma）

## 外部連結
- Peritoneal washing